# Anne Keothavong
Anne Keothavong (ur. 16 września 1983 w Londynie) – brytyjska tenisistka, reprezentantka kraju w Pucharze Federacji.
Status profesjonalny Anne uzyskała w 2001. Jest 19-krotną zwyciężczynią singlowych turniejów ITF i 8-krotną deblowych. Do jej sukcesów można zaliczyć II rundę w Wimbledonie w 2004. We wrześniu 2007 w turnieju WTA w Kolkucie dotarła do półfinału, przegrywając z Mariją Korytcewą. Wcześniej nie dochodziła dalej niż do II rundy. Jej trenerem na korcie jest Colin Beecher, a poza nim Lisa Eyre.
Rok 2009 rozpoczęła od osiągnięcia półfinału w turnieju w Auckland, przegrywając z Rosjanką Jeleną Wiesniną w 3 setach.
Jako juniorka była mistrzynią Wielkiej Brytanii do lat 16 i do lat 18, a także półfinalistką Wimbledonu.
W marcu 2013 roku osiągnęła finał zawodów deblowych we Florianópolis. Razem z Waleriją Sawinych uległy parze Anabel Medina Garrigues i Jarosława Szwiedowa wynikiem 0:6, 4:6.
W lipcu 2013 ogłosiła zakończenie kariery sportowej.

## Finały turniejów WTA
| Legenda                     | Legenda |
| --------------------------- | ------- |
| Wielki Szlem                |         |
| Igrzyska olimpijskie        |         |
| WTA Tour Championships      |         |
| 2009 – 2020                 |         |
| WTA Premier Mandatory       |         |
| WTA Premier 5               |         |
| WTA Premier                 |         |
| WTA International Series    |         |
| WTA 125K series (2012–2020) |         |

### Gra podwójna
| Końcowy wynik | Nr | Data         | Turniej       | Nawierzchnia | Partnerka         | Przeciwniczki                               | Wynik finału |
| ------------- | -- | ------------ | ------------- | ------------ | ----------------- | ------------------------------------------- | ------------ |
| Finalistka    | 1. | 1 marca 2013 | Florianópolis | Twarda       | Walerija Sawinych | Anabel Medina Garrigues Jarosława Szwiedowa | 0:6, 4:6     |

## Wygrane turnieje rangi ITF
| turnieje z pulą nagród 100 000 $ |
| turnieje z pulą nagród 75 000 $  |
| turnieje z pulą nagród 50 000 $  |
| turnieje z pulą nagród 25 000 $  |
| turnieje z pulą nagród 15 000 $  |
| turnieje z pulą nagród 10 000 $  |

### Gra pojedyncza
|     | Data       | Turniej           | Kat. | ($)     | Naw.     | Finalistka             | Wynik         |
| 1.  | 28/01/2001 | Jersey            | ITF  | 10 000  | twarda   | Elodie le Bescond      | 6:3, 6:2      |
| 2.  | 11/08/2002 | Bath              | ITF  | 10 000  | twarda   | Hannah Collin          | 6:0, 7:6      |
| 3.  | 18/08/2002 | Londyn            | ITF  | 10 000  | twarda   | Yvonne Doyle           | 6:4, 7:6      |
| 4.  | 29/09/2002 | Sunderland        | ITF  | 10 000  | twarda   | Hannah Collin          | 6:0, 6:1      |
| 5.  | 02/02/2003 | Belfort           | ITF  | 25 000  | twarda   | Nathalie Viérin        | 5:7, 7:6, 6:4 |
| 6.  | 28/03/2004 | Redding           | ITF  | 25 000  | twarda   | Mashona Washington     | 6:3, 2:6, 7:6 |
| 7.  | 20/03/2005 | Bolton            | ITF  | 10 000  | twarda   | Veronika Chvojková     | 3:6, 6:1, 6:1 |
| 8.  | 03/04/2005 | Bath              | ITF  | 10 000  | twarda   | Claire Peterzan        | 6:1, 6:1      |
| 9.  | 04/09/2005 | Nottingham        | ITF  | 10 000  | twarda   | Karen Paterson         | 1:6, 7:6, 6:4 |
| 10. | 23/10/2005 | Lagos             | ITF  | 25 000  | twarda   | Maša Zec Peškirič      | 6:3, 7:6,     |
| 11. | 05/02/2006 | Jersey            | ITF  | 25 000  | twarda   | Ana Vrljić             | 6:2, 6:1      |
| 12. | 19/11/2006 | Przerów           | ITF  | 25 000  | dywanowa | Angelique Kerber       | 6:4, 7:5      |
| 13. | 05/08/2007 | Vancouver         | ITF  | 50 000  | twarda   | Stéphanie Dubois       | 7:5, 6:1      |
| 14. | 24/02/2008 | Capriolo          | ITF  | 25 000  | dywanowa | Wiesna Manasijewa      | 6:1, 2:6, 6:3 |
| 15. | 11/05/2008 | Dżunija           | ITF  | 50 000  | ziemna   | Lourdes Domínguez Lino | 6:4, 6:1      |
| 16. | 12/10/2008 | Barnstaple        | ITF  | 50 000  | twarda   | Alberta Brianti        | 6:4, 6:2      |
| 17. | 09/11/2008 | Kraków            | ITF  | 100 000 | twarda   | Monica Niculescu       | 7:6, 4:6, 6:3 |
| 18. | 30/10/2011 | Barnstaple        | ITF  | 75 000  | twarda   | Marta Domachowska      | 6:1, 6:3      |
| 19. | 06/11/2011 | Ismaning          | ITF  | 50 000  | dywanowa | Yvonne Meusburger      | 6:3, 1:6, 6:2 |
| 20. | 31/03/2013 | Croissy-Beaubourg | ITF  | 50 000  | twarda   | Sandra Záhlavová       | 7:6(3), 6:3   |